# Марк Ноний Суфенат
Марк Но́ний Суфена́т (лат. Marcus Nonius Sufenas; умер в 48 году до н. э. или позже) — римский политический деятель из плебейского рода Нониев, претор 52 года до н. э. Встал на сторону Гнея Помпея Великого в гражданской войне 49—45 годов до н. э.

## Биография
Плебейский род Нониев до I века до н. э. не упоминается в источниках. Носители когномена «Суфенат» (Sufenas) стали первой его ветвью, вошедшей в состав сенатского сословия. Отец Марка Секст Ноний Суфенат был сыном сестры Луция Корнелия Суллы и благодаря этому прошёл cursus honorum до претуры включительно (в 81 году до н. э.). В честь своего дяди он провёл Победные игры.
Марк Ноний начал свою политическую карьеру с чеканки монет. Существуют мнения о том, что он чеканил денарии во время своей квестуры, которую относят предположительно к 62 году до н. э., либо в качестве монетария — в 59 или 57 году до н. э. Изображение на этих монетах явным образом прославляло двоюродного деда Суфената — Суллу. На аверсе был изображён Сатурн, на реверсе — Виктория, увенчивающая лаврами богиню Рому. Надпись гласила: «Sex. Noni. PR. L. V. P. F.», то есть «Sextus Nonius Praetor Ludi Victoriae Primus Fecit» («Секст Ноний, претор, Победные игры первым провёл»). Изображение на аверсе могло означать, что победу Суллы в гражданской войне принесла Риму Сатурнов (то есть «золотой») век.
В 56 году до н. э. Марк Ноний был народным трибуном и в этом качестве приложил усилия, чтобы обеспечить избрание консулами на следующий год двух членов первого триумвирата — Гнея Помпея Великого и Марка Лициния Красса. По истечении срока трибуната против него выдвинули обвинение в подкупе избирателей, но суд его оправдал, как и обвинённого вместе с ним коллегу Гая Порция Катона (54 год до н. э.). Суфенат смог получить претуру на 52 год до н. э., а затем был пропретором в одной из восточных провинций: в Македонии, Киренаике или в одной из провинций, граничивших с Киликией. Марк Туллий Цицерон с похвалой отзывается о его деятельности в провинции.
Когда началась война между Гаем Юлием Цезарем и Гнеем Помпеем (49 год до н. э.), Марк Ноний находился в Италии и был на стороне Помпея. Цицерон называет его в числе людей, обладавших военной властью, сразу после Помпея и Метелла Сципиона. Суфенат последовал за армией помпеянцев на Балканы и принял участие в сражениях при Диррахии и при Фарсале. После фарсальского поражения он пытался успокоить своих товарищей, говоря, «что отчаиваться рано — ведь в лагере Помпея ещё целых семь орлов»; Цицерон ответил на это одной из характерных для него острот: «Ты бы нас вполне ободрил — если бы мы воевали с галками».
После этих событий Марк Ноний не упоминается в источниках.